# Colindale (metrostation)
Station Colindale is een station van de metro van Londen aan de Northern Line dat is geopend in 1924.

## Geschiedenis
Het station werd geopend op 18 augustus 1924 als onderdeel van de verlenging van de Hampstead and Highgate Line tot Edgware. Het is het zuidelijkste van het drietal dat die dag werd geopend en het eerste station ten noorden van de Burroughstunnel. Het station werd ontworpen door architect Stanley Heaps, die een gebouw aan de noordzijde van Colindale Avenue realiseerde dat vergelijkbaar is met, het eveneens door hem ontworpen, Brent Cross.  De opening van het station leidde tot de vastgoed ontwikkeling in Colindale. Lawrence of Arabia maakte regelmatig gebruik van het station toen hij gestationeerd was op de nabijgelegen luchtmachtbasis Hendon. De naam van het station was tevens de oorsprong van het door hem gebruikte pseudoniem "Colin Dale" voor de artikelen die hij in 1927 en 1928 schreef voor The Spectator. 
Op 25 september 1940 werd Colindale zwaar beschadigd tijdens een bombardement, om 20:45 uur werd het station getroffen door een grote bom waarbij 13 mensen om het leven kwamen. Op het moment van de explosie stonden er twee metro's met in totaal 400 mensen aan boord. Negen reddingsbrigades werkten de hele nacht door om de overlevenden te redden, en het station werd op 26 september bezocht door koning George VI en Koningin Elizabeth. 
Het houten noodgebouw, dat na het bombardement werd geplaatst, stond er langer dan het oorspronkelijke gebouw. Het duurde tot 1962 voor een nieuw gebouw met winkels gereed kwam.

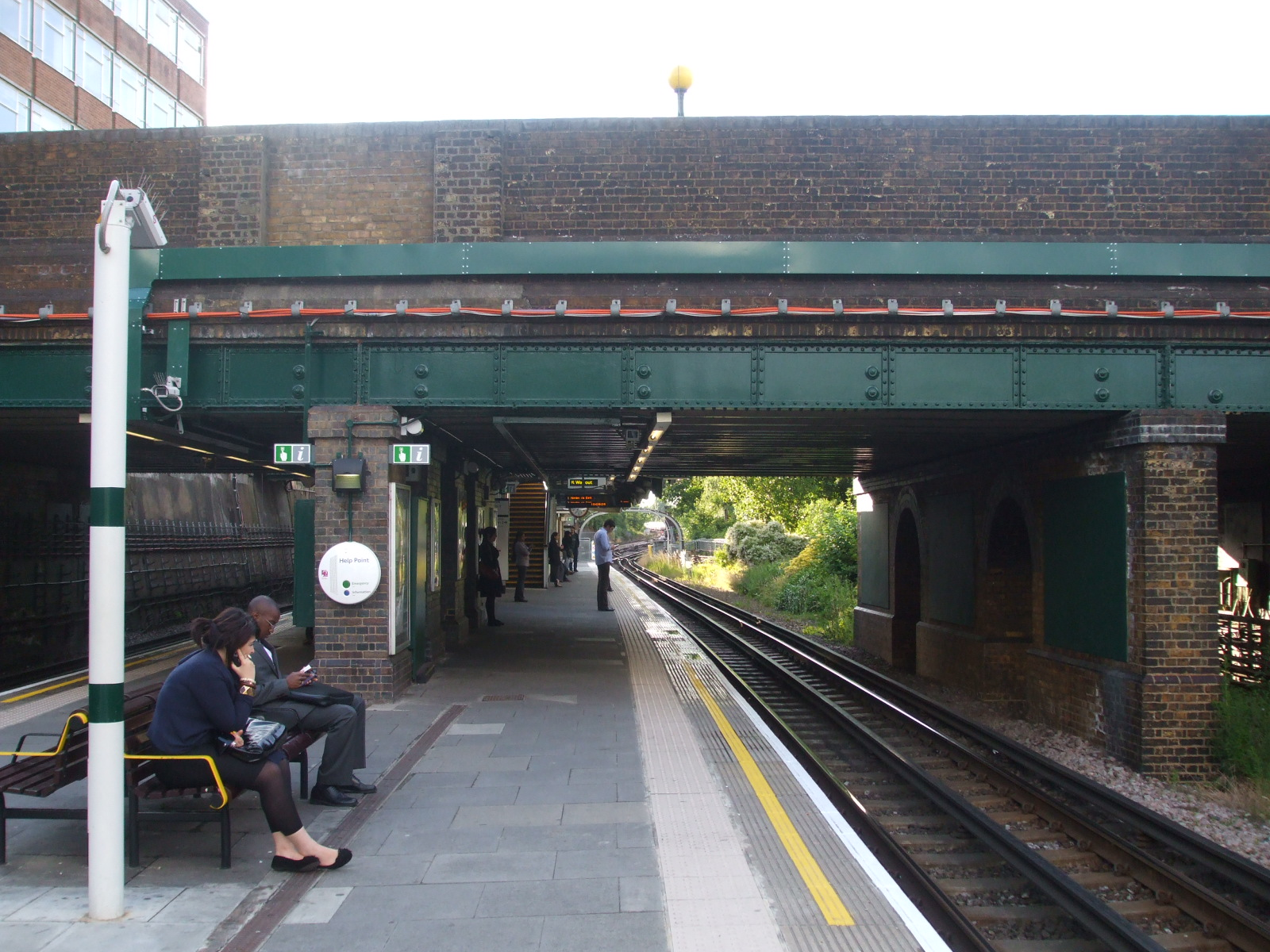
Het perron en de sporen onder Colindale Avenue
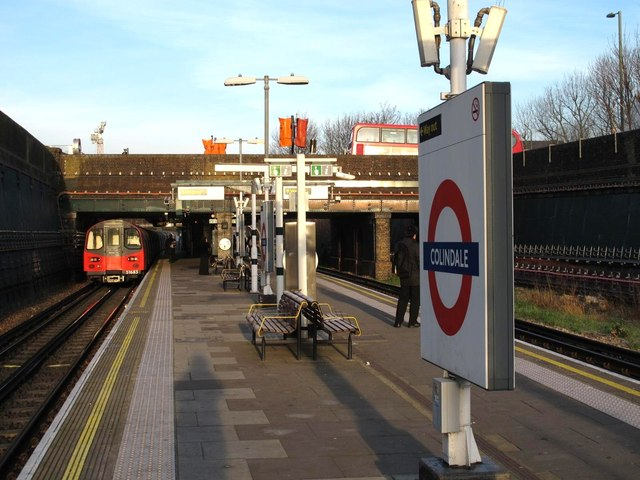
Het zuidelijke deel van het station.
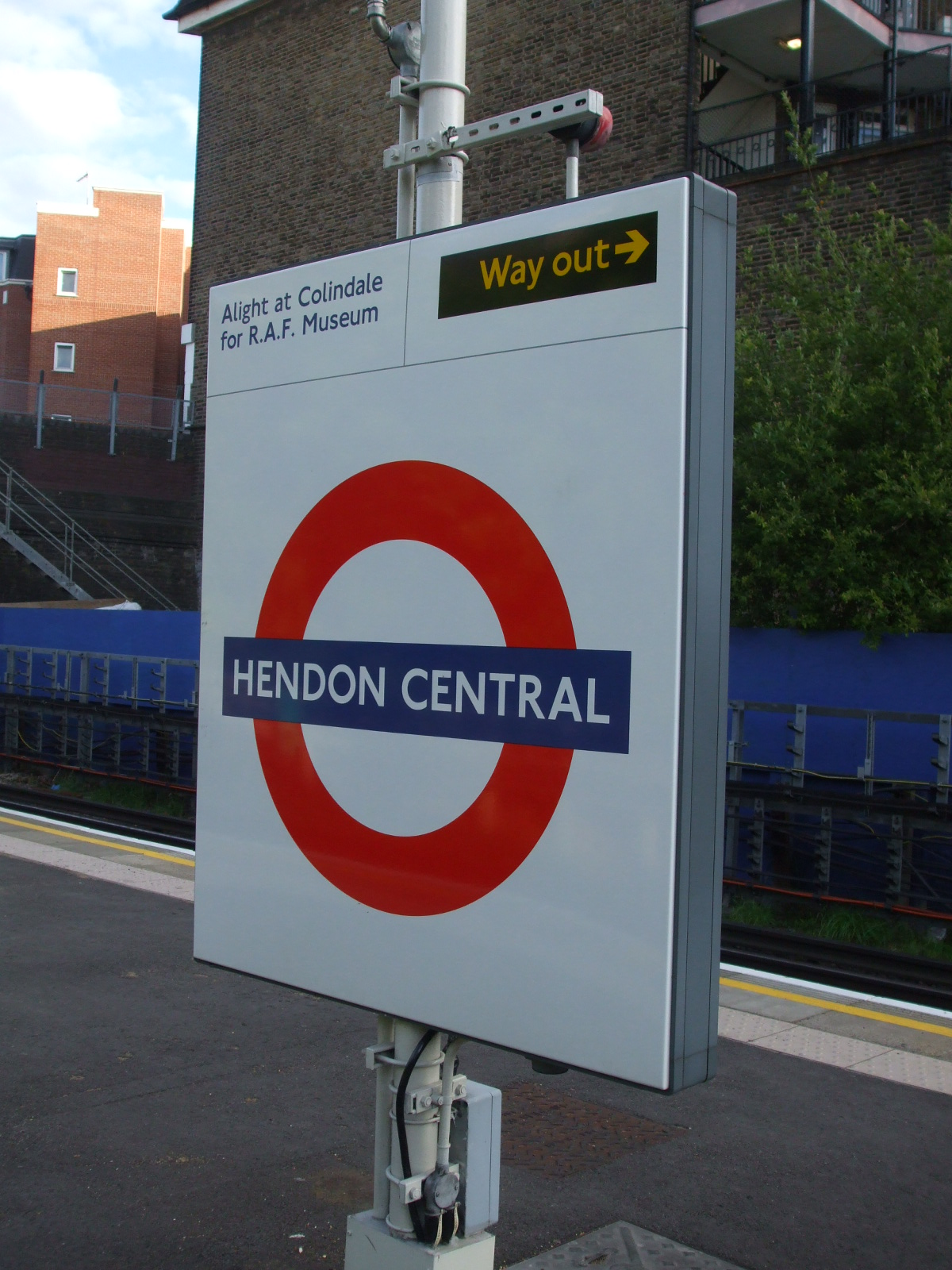
De verwijzing naar Colindale voor het Air Force museum

## Ligging en inrichting
De sporen en het perron liggen deels onder het viaduct van de kruisende straat. Het eilandperron is met vaste trappen via een loopbrug over het westelijke spoor verbonden met de stationshal. Ten noorden van het perron ligt een keerspoor tussen de doorgaande sporen waar diensten tijdens de daluren, uit de binnenstad kunnen keren.  Het station is het aangewezen station voor bezoekers aan het Royal Air Force Museum dat op de voormalige luchtmachtbasis Hendon gevestigd is. Het museum ligt op ongeveer 10 minuten lopen van het station. Op het perron van Hendon Central wordt naar Colindale verwezen voor het museum op de luchtmachtbasis Hendon.
Het gebied rondom de stations Colindale en Burnt Oak wordt in de toekomstvisie London Plan uit 2004/2015 aangemerkt als een van de 38 opportunity areas in Groot-Londen (gebieden met goede ontwikkelingsmogelijkheden).

## Fotoarchief
- London Transport Museum Photographic Archive
  - Colindale in 1922
  - De bouwplaats in 1923
  - Het gebouw van Heaps een week voor de opening, 11 augustus 1924
  - De stationshal in 1928
  - Het noodgebouw uit 1940
  - De nieuwbouw in 1963